# Credencials online per a l'aprenentatge
Les credencials online per a l'aprenentatge són credencials digitals que s'ofereixen en lloc de les cartes de paper tradicionals per a una habilitat o propòsit educatius. Estan directament enllaçades al desenvolupament accelerat de les tecnologies de comunicació d'Internet, el desenvolupament de plaques digitals, passaports electrònics i cursos en línia oberts massius (MOOCs).

## Història
Credencials online tenen el seu origen en el concepte de recursos educatius oberts (OER), el qual va ser inventat durant el Fòrum en Obert Courseware per Educació Superior en Països En desenvolupament, que va tindre lloc el 2002 a UNESCO. Durant la dècada següent, el concepte d'OER va obtenir tracció significativa, i això va ser confirmat pel Congrés dels Recursos Educatius Oberts Mundials (OER), organitzat per UNESCO el 2012. Un dels resultats del congrés era fomentar l'obertura de licències de materials educatius produïts amb fons públics. La llicència Creative Commons proporciona l'estandardització necessària per als permisos de copyright, amb una èmfasi forta en el canvi cap a compartir i facilitar i fomentar el open content.

## Credencials amb base tipus test
Les credencials amb base tipus test han obtingut popularitat tots dos en el mercat en línia, i en programació i tasques altament tècniques. Aquestes cartes guanyen per escollir l'opció de format de múltiple-elecció o projectes basats en tests en diverses àrees d'habilitat.

## Plaques en línia
Les plaques permeten als individus demostrar habilitats de feina, educatiu accomplishments, conclusió de curs en línia o només aproximadament qualsevol cosa més que un creador de placa decideix. El concepte és encara bastant flexible i undefined. Les plaques donen suport capturar i traduint aprenentatge a través de contextos; animant i motivant participació i aprenent resultats; i formalitzant i realçant existint aspectes socials d'informal i interès-aprenentatge conduït.
Dins Europa, de llavors ençà 2000, la feina del CEDEFOP i l'adopció dins 2009 de les Directrius europees per Validar No-Aprenentatge formal i Informal ha donat suport el desenvolupament de les polítiques i els programes periòdicament controlats a través de l'inventari europeu damunt validació de no-aprenentatge formal i informal.
Plaques en línia o digitals no són dissimilar al concepte del Europass CV. Amb plaques obertes el procés és més decentralitzat i tret dels cossos de garantia de qualitat tradicionals: Una crítica de plaques obertes, com aquells desenvolupat per Mozilla, és que no tenen un component de garantia de qualitat creïble. En el costat positiu, les plaques obertes són lliures i permetre per la inclusió de diverses formes d'aprendre, incloent no-aprenentatge formal i informal.

## Certificats en línia
Entre les credencials alternatives, els certificats en línia actualment manen el valor més alt, i és gairebé comparable a un grau tradicional. Guanyant un certificat en línia d'una universitat en línia, una empresa o una indústria-l'organització específica és típicament molt més implicat que per l'altre credentials. Els certificats són sovint connectat a funcions de feina específica. Molts d'aquests certificats han estat creats per empreses com Cisco, IBM o Microsoft per conèixer les seves necessitats pròpies o les necessitats dels seus clients.

## Desenvolupaments futurs
Reptes futurs pel concepte que ha estat identificat incloure la manera que emet i guanyant el procés per les plaques és qualitat-va assegurar; la centralització (o no) del procés que emet placa i la legitimitat de qualsevol organització que agafa càrrec d'ell; la placa de manera issuers està utilitzant l'estàndard obert per assegurar que el learners estada dins el control i les plaques queden interoperable; i les plaques de manera seran utilitzades i reconegudes per institucions d'educació, empreses i individus.